# エバン・コール
エバン・コール（Evan Call、1988年6月29日 - ）は、アメリカ・カリフォルニア州出身の日本で活動する作曲家・編曲家。ミラクル・バス所属。
バークリー音楽大学映画音楽作曲科卒業。

## 来歴
子どものころ、日本のアニメ好きの友人の影響で『ポケットモンスター』や『デジタルモンスター』などを見るようになり、2004年には『SAMURAI 7』にハマって日本のアニメが好きになる。18歳までは、ブラインド・ガーディアン、ラプソディー・オブ・ファイアなどの欧州のパワーメタル、デスヴォイスを多用する北欧のブラックメタルなど、メタルを好んで聴いていた。
バークリー音楽大学を卒業後はハリウッドで映画音楽の道に進むか悩んだが、ジャンルの多様な日本の音楽業界での成功を目指し、観光ビザで来日する。3か月間の滞在期間中、シェアハウスのルームメイトの友人を介してElements Gardenに加入、2012年より日本にて作曲活動を開始・活動していたが、2016年6月30日を以てElements Gardenを脱退。以後ミラクル・バスに所属している。
2022年にはNHK大河ドラマ第61作目作品『鎌倉殿の13人』の音楽を担当。第1回放送では最終盤の劇伴音楽にドヴォルザーク作曲の交響曲第9番『新世界より』を用いて、その斬新さが話題となった。なお、本人曰く、『新世界より』の使用は演出の吉田照幸からのリクエストであったとのことである。
2025年、東京アニメアワード2025アニメ オブ ザ イヤー音響・パフォーマンス部門にて個人賞を受賞。。

## 主な作品

### オリジナル作品
- はぐれ星のうた（2023年）

### テレビアニメ
2013年
- 戦姫絶唱シンフォギアG（藤田淳平、上松範康、藤間仁と共同）

2014年
- 異能バトルは日常系のなかで（藤田淳平、母里治樹と共同）
- 神々の悪戯（藤田淳平、藤間仁、菊田大介と共同）
- 東京ESP

2015年
- 探偵歌劇 ミルキィホームズ TD（菊田大介、母里治樹、喜多智弘と共同）
- 戦姫絶唱シンフォギアGX（藤田淳平、藤間仁と共同）
- Dance with Devils（藤田淳平と共同）

2016年
- シュヴァルツェスマーケン
- ビッグオーダー
- 蒼の彼方のフォーリズム（藤田淳平、岩橋星実と共同）

2017年
- 時間の支配者

2018年
- ハクメイとミコチ
- ヴァイオレット・エヴァーガーデン

2019年
- この世の果てで恋を唄う少女YU-NO（ヨナオケイシ、高見龍、川村竜と共同）
- 真夜中のオカルト公務員

2020年
- 天晴爛漫!

2021年
- Muv-Luv Alternative
- さんかく窓の外側は夜

2023年
- わたしの幸せな結婚
- 葬送のフリーレン

2024年
- 戦国妖狐

2025年
- 地獄先生ぬ〜べ〜
- ネクロノミ子のコズミックホラーショウ

### テレビドラマ
2017年
- スター☆コンチェルト〜オレとキミのアイドル道〜
- サヨナラ、えなりくん
- 警視庁いきもの係（Audio Highsと共同）

2018年
- ホリデイラブ（横山克と共同）
- デイジー・ラック（日向萌と共同）
- ハラスメントゲーム
- 石川発地域ドラマ『いよっ!弁慶』

2019年
- 刑事ゼロ（横山克と共同）
- 螢草 菜々の剣

2022年
- 鎌倉殿の13人（NHKの大河ドラマ）

2024年
- 燕は戻ってこない

### 劇場アニメ
2014年
- モーレツ宇宙海賊 ABYSS OF HYPERSPACE -亜空の深淵-（上松範康、藤田淳平、藤間仁と共同）

2016年
- 劇場版 探偵オペラ ミルキィホームズ 〜逆襲のミルキィホームズ〜（岩橋星実と共同）

2019年
- ヴァイオレット・エヴァーガーデン 外伝 - 永遠と自動手記人形 -

2020年
- 劇場版 ヴァイオレット・エヴァーガーデン
- ジョゼと虎と魚たち

2023年
- 金の国 水の国

### その他アニメ
2025年
- GUNDAM: Next Universal Century（GUNDAM NEXT FUTURE PAVILION内上映）

### テレビ番組
- NHK大阪 ウイークエンド関西（2018年 - ）
- NHKスペシャル 恐竜超世界（2019年）
- NHK サンデースポーツ／サタデースポーツ（2020年 - ）

### 実写映画
- 九月の恋と出会うまで（2019年）

### 楽曲提供
- 765 MILLION ALLSTARS 携帯ゲーム『アイドルマスター ミリオンライブ!』 THE IDOLM@STER MILLION THE@TER GENERATION 11 UNION!!  1．UNION!! - オーケストレーション
- かと*ふく
  - 「瞑想Solitude」（2014年、アルバム『With』収録） - 共編曲
  - 「アリスと時の揺りかご」「繋がれた朝に」
  - （2015年、アルバム『Wonder Tale〜スマイルとハピネスと不思議な本〜』収録） - 作曲・編曲
- TRUE
  - 「Sincerely」（2018年） - 編曲（堀江晶太と共同）テレビアニメ「ヴァイオレット・エヴァーガーデン」
  - 「The Songstress Aria」 - 作詞・作曲・編曲　テレビアニメ「ヴァイオレット・エヴァーガーデン」
  - 「Letter」 - 編曲　テレビアニメ「ヴァイオレット・エヴァーガーデン」
  - 「Will」（2020年） - 作曲・編曲　劇場アニメ『劇場版 ヴァイオレット・エヴァーガーデン』主題歌
- 茅原実里
  - 「Neverending Dream」（2013年） - 作曲・編曲
  - 「ありがとう、だいすき」（2015年） - 編曲
  - 「みちしるべ」（2020年） - 劇場版編曲　劇場アニメ『劇場版 ヴァイオレット・エヴァーガーデン』挿入歌
- 河口恭吾「まっかあっかあき」（2020年）- 作曲・編曲　テレビ東京「シナぷしゅ」番組曲
- シナぷしゅ「上々」（2020年）- 作曲・編曲
- シナぷしゅ「おめざめのうた」（2022年）- 作曲・編曲
- シナぷしゅ「さんごdeタンゴ」（2022年）- 歌唱
- 高垣彩陽「愛の陽」（2014年） - 作曲・編曲
- 羽多野渉「Breakers」（2021年） - 作曲・編曲　テレビアニメ『さんかく窓の外側は夜』エンディングテーマ
- 結城アイラ「Believe in...」（2019年） - 作曲・編曲　テレビアニメ「ヴァイオレット・エヴァーガーデン」第9話エンディングテーマ
- 水樹奈々「アヴァロンの王冠」（2012年） - 編曲
- milet「Anytime Anywhere」（2023年） - 編曲  　テレビアニメ 「葬送のフリーレン」 エンディングテーマ
- Uyanga Bold（英語版）「Dream Beyond Forever」（2025年） - 作詞・作曲・編曲　「GUNDAM: Next Universal Century」エンディングテーマ